# سفارة النرويج في كازاخستان
سفارة النرويج في كازاخستان هي أرفع تمثيل دبلوماسي لدولة النرويج لدى كازاخستان. تقع السفارة في مدينة نور سلطان وهي تهدف لتعزيز المصالح النرويجية في كازاخستان.

## وصلات خارجية
- قائمة سفارات النرويج
- قائمة السفارات في كازاخستان